# Maria Ceinglen
Maria Ceinglen, född Patoillat på 1600-talet, död 1713, var en nederländsk (ursprungligen fransk) journalist och tidningsredaktör.
Hon var gift med förläggaren Gabriel de Ceinglen i Rotterdam. Hon utgav från 1683 tidningen Nouvelles solides et choisies, som var den franskspråkiga nyhetstidningen i Nederländerna. 